# Mission Hill (vignoble)
Le vignoble Mission Hill est une entreprise viticole à West Kelowna, en Colombie-Britannique, au Canada. Le domaine est situé au sommet de Mission Hill surplombant le lac Okanagan.

## Histoire
Le vignoble Mission Hill est créé en 1966. Laissé à l'abandon, il est racheté par Anthony von Mandl en 1981.
Le premier Chardonnay produit en 1992 par John Simes, qui venait de rejoindre le vignoble, remporte le trophée du « Meilleur Chardonnay » au Concours international des vins et spiritueux de 1994, devenant ainsi le premier vignoble d'Okanagan à recevoir une reconnaissance étrangère,.
En 1996, le cabinet d'architectes Olson Kundig est chargé de reconstruire la cave et les bâtiments associés. Les travaux se terminent en 2002. L'élément distinctif est un clocher de douze étages, avec quatre cloches coulées par la Fonderie Paccard à Annecy, en France. La plus grosse cloche pèse près de 800 kilogrammes.

## Vignobles
Jusqu'en 1996, Mission Hill achetait des raisins provenant de vignobles appartenant à d'autres pour produire du vin, sans posséder de vignes propres. Mission Hill exploite par la suite 32 vignobles familiaux dans la vallée de l'Okanagan.

## Vins et vinification
L'œnologue français, Michel Rolland, est consultant au domaine pendant quelques millésimes.
Le produit phare « Oculus » est un vin rouge de style Bordeaux élaboré à partir de Merlot, Cabernet Sauvignon, Cabernet Franc et Petit Verdot. Son nom vient des fenêtres circulaires utilisées dans l'architecture classique.
Le domaine dispose d'un restaurant d'une soixantaine de places appelé « La Terrasse » qui a ouvert ses portes en 2002. Il surplombe le lac Okanagan. En 2008, il est nommé par le magazine Travel + Leisure comme l'un des cinq meilleurs restaurants de vignobles au monde,.

## Galerie

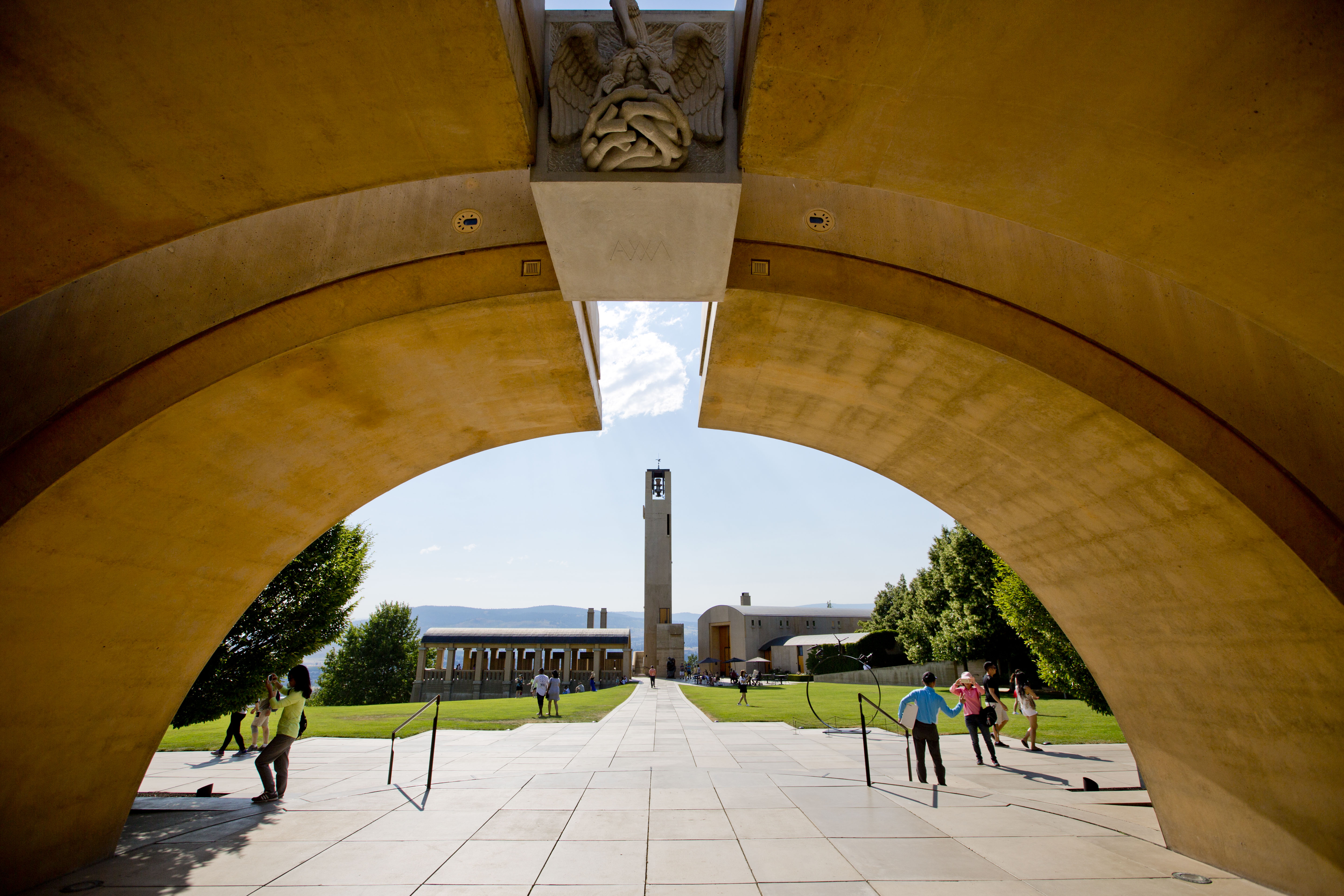
Entrée du domaine
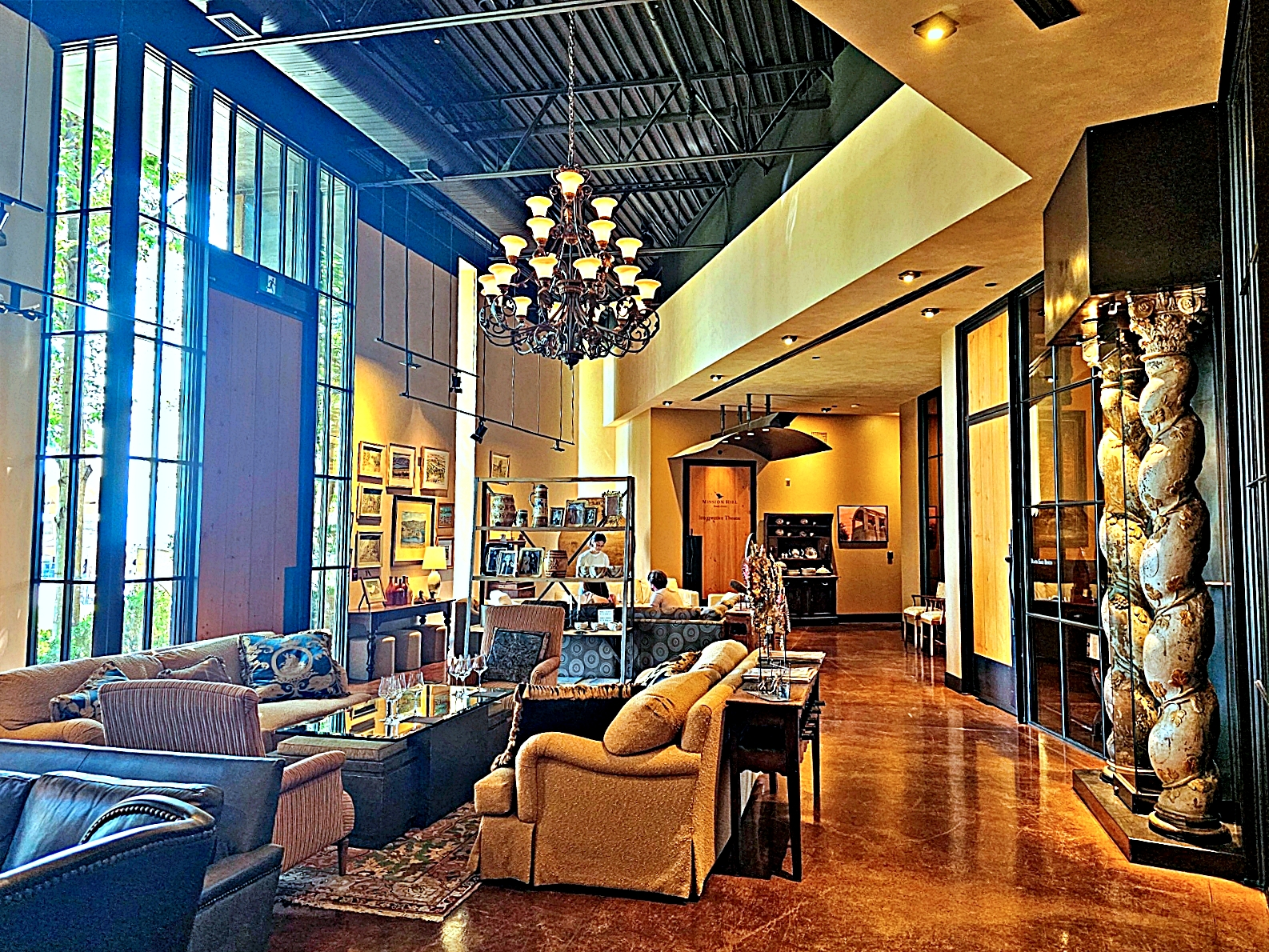
Salon de dégustation
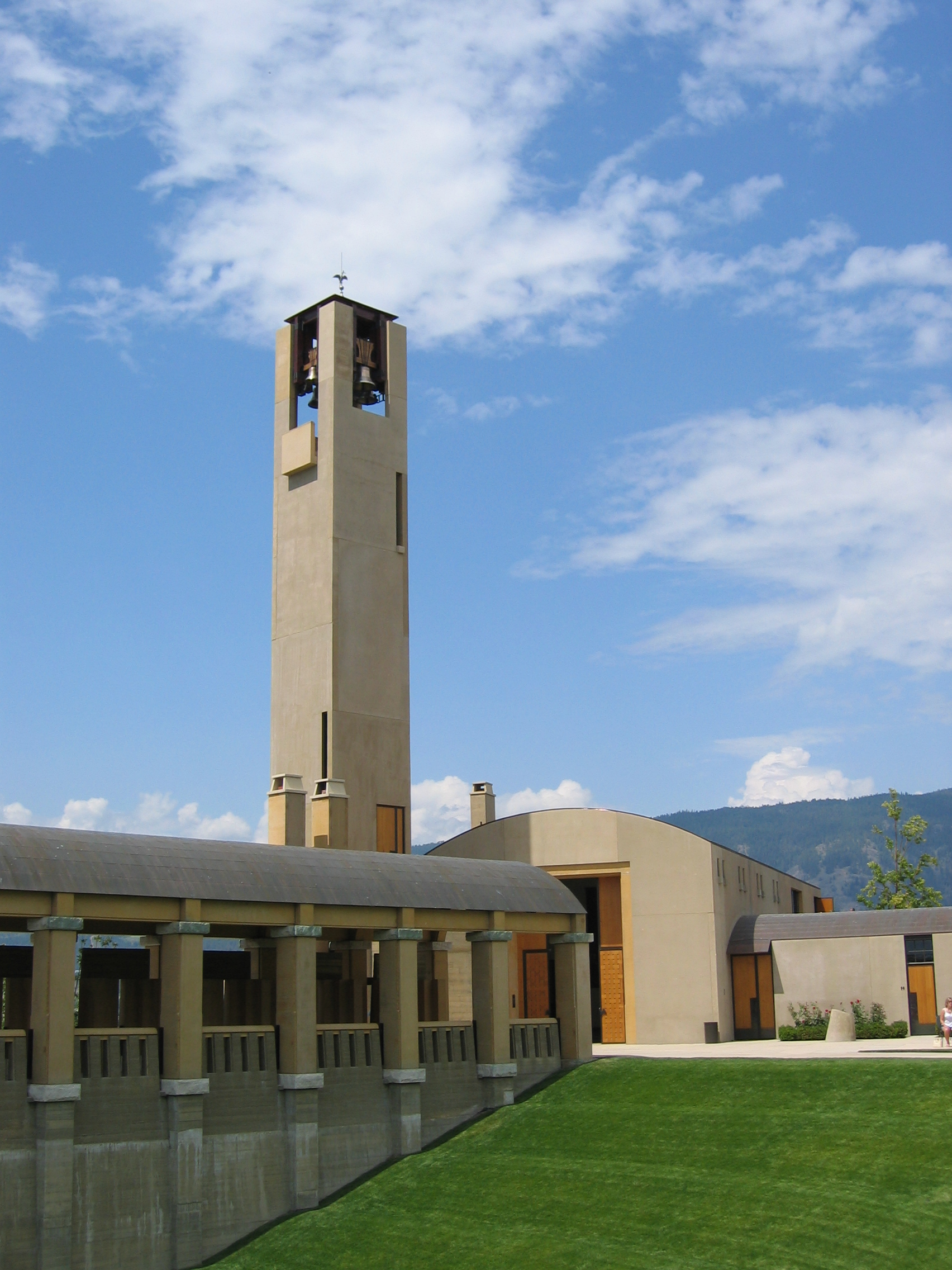
Le clocher et le restaurant